# Couleurs (film)
Pour les articles homonymes, voir Couleur (homonymie).
Pour plus de détails, voir Fiche technique et Distribution.
Couleurs (en persan : رنگ ها, Ranghā) est un court métrage dramatique iranien sorti en 1975, écrit et réalisé par Abbas Kiarostami.

## Fiche technique
- Titre : Couleurs
- Titre original : رنگ ها (Ranghā)
- Réalisation et scénario : Abbas Kiarostami
- Pays de production :  Iran
- Durée : 15 minutes
- Genre : court métrage dramatique
- Format : couleurs - Son : mono
- Date de sortie : 1975